# Comune distrettuale di Alytus
Il comune distrettuale di Alytus è uno dei 60 comuni della Lituania, situato nella regione della Dzūkija.